# Bedřich-Smetana-Museum

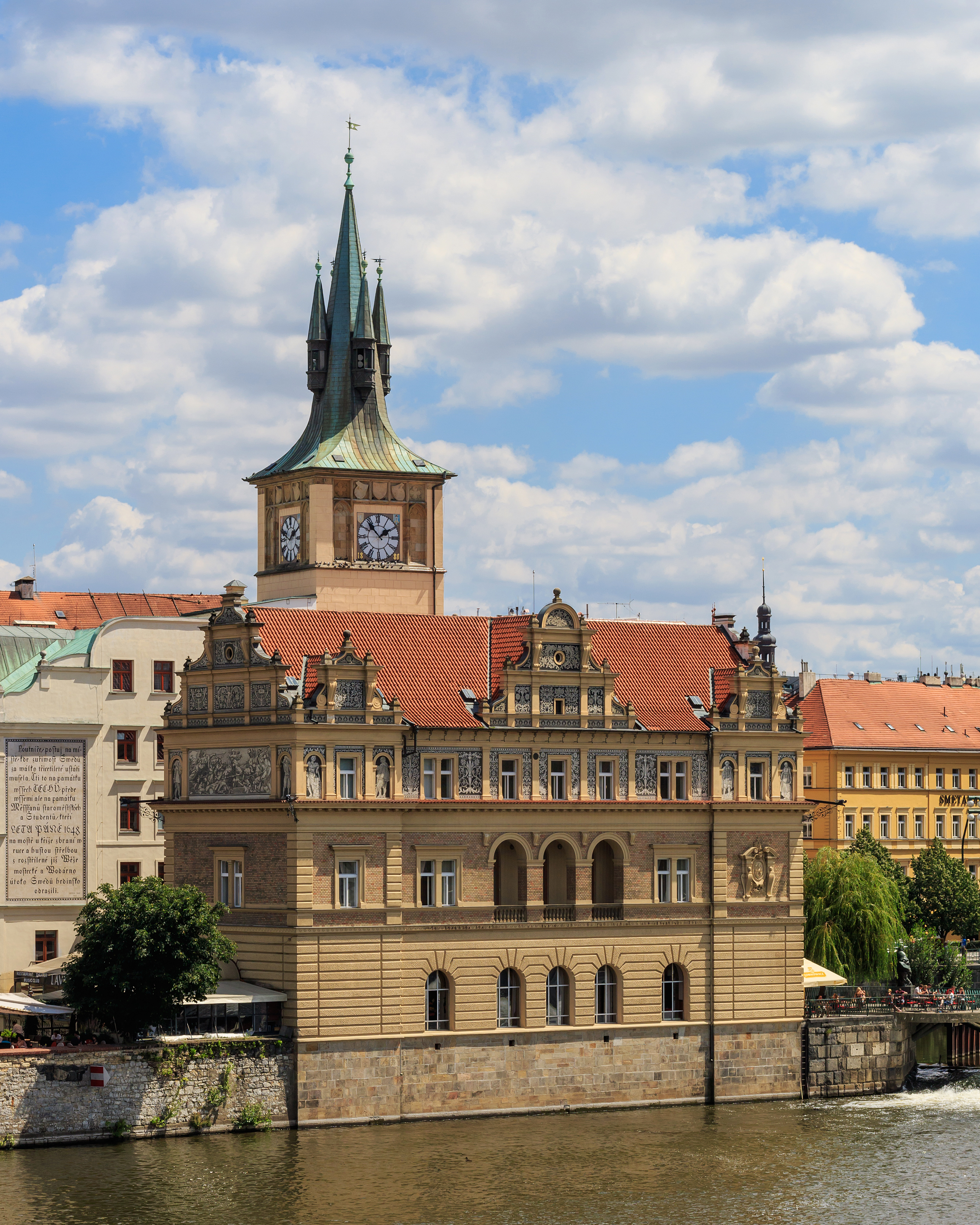
Bedřich-Smetana-Museum (2016)

Blick in das Bedřich-Smetana-Museum (2025)

Das Bedřich Smetana Museum ist ein Museum in der tschechischen Hauptstadt Prag.
Das Museum ist dem tschechischen Komponisten Bedřich Smetana gewidmet und befindet sich in der Innenstadt von Prag in der Nähe der Karlsbrücke. Das Neurenaissance-Gebäude, das ursprünglich den Prager Wasserwerken gehörte, beherbergt seit 1936 das Museum. Im ersten Stockwerk befindet sich der größte Teil der Ausstellung. Im zweiten Stockwerk ist ein Archiv mit Materialien zum Komponisten Bedřich Smetana sowie eine Forschungsstelle zum Leben des Komponisten. In der Ausstellung sind Briefe, Fotografien und Zeitungsausschnitte zu Smetanas Leben sowie verschiedene persönliche Gegenstände.
Das Gebäude wurde in den Jahren 1883/84 nach Plänen von Antonín Wiehl erbaut und gehörte zunächst den Prager Wasserwerken.
Das Museum selbst ist Teil des tschechischen Nationalmuseums und innerhalb desselben dem Tschechischen Museum der Musik zugeordnet.